# Приймаченко, Николай Иванович
Примаченко Николай Иванович (род. 11 сентября 1936, село Марьяновка Полесского района Киевской области) — советский общественно-политический деятель.

## Биография
Окончил Украинскую сельскохозяйственную академию (1974 г.).
- 02.1967-11.1974 — председатель колхоза им. Ленина Полесского района Киевской области
- 11.1974-06.1977 — второй секретарь Полесского РК КПУ.
- 06.1977-10.1980 — председатель исполкома Полесского райсовета народных депутатов Киевской области.
- 10.1980-02.1991 — первый секретарь Полесского райкома КПУ; с апреля 1990 — председатель Полесского райсовета.
- 02.1991-04.1992 — заместитель председателя исполкома Киевского облсовета, народный депутат, председатель Київоблагропромради.
- 04.1992-07.1994 — заместитель главы Киевской облгосадминистрации.
- С 1994 — заместитель председателя Киевского облсовета.
- 10.1995-10.1996 — заместитель председателя по вопросам защиты населения от последствий аварии на ЧАЭС, чрезвычайных ситуаций и охраны окружающей среды, 1996—2002 — в. а. начальника управления по делам защиты населения от последствий аварии на ЧАЭС, начальник управления по делам защиты населения от последствий Чернобыльской катастрофы Киевской облгосадминистрации.
- 2002—2003 — заместитель председателя, 18.09.2003-07.12.2004 — председатель Киевского облсовета.

Первый заместитель председателя Киевского областного совета (декабрь 2004 — апрель 2005 г.), и. о. председателя Киевского областного совета (1 февраля 2005 — 20 апреля 2006 г.).
В 1989—1991 гг. — народный депутат СССР от Ивановского территориального избирательного округа № 471 Киевской области.
Почетное Отличие Президента Украины (апрель 1996 г.). Орден «За заслуги» II степени (апрель 2001 г.), I степени (апрель 2004 г.).

## Источник
- Справка